# ما جونغ (سياسي)
ما جونغ هو سياسي صيني، ولد في 1957 في تشونغتشينغ في الصين. حزبياً، نشط في الحزب الشيوعي الصيني.